# Lynceus gracilicornis
Lynceus gracilicornis är en kräftdjursart som först beskrevs av Alpheus Spring Packard 1871.  Lynceus gracilicornis ingår i släktet Lynceus och familjen Lynceidae. Inga underarter finns listade i Catalogue of Life.